# Monastero di Santa Maria dei Tre Fanciulli
Il monastero di Santa Maria dei Tre Fanciulli (Trium Pueroum in lat. nome completo “Santa Maria dei Tre Fanciulli”), nota comunemente come chiesa dell'A' Patia, è un'abbazia basiliana situata nel territorio comunale di San Giovanni in Fiore e poco distante dalle frazioni Fantino e Acquafredda. 
Il nome "'A Patia" deriva dalla parola greca παιδιά (paidia), plurale di “fanciullo”. Questo nome risale all'antica tradizione che racconta come i monaci Basiliani vollero costruire il monastero sul luogo dove tre fanciulli, perduti nella boscaglia del luogo, si salvarono da un incendiò che scoppiò all'improvviso, grazie all'intervento della Madre di Dio.
Secondo altri autori, la chiesa sarebbe invece dedicata al culto dei “Trium Puerorum” dell'episodio biblico del Libro di Daniele: tre giovani della tribù di Giuda, Anania, Misaele e Azaria, che assunsero il nome babilonese di Sadrac, Misach e Abdenego, compagni del profeta Daniele, deportati, assieme ad altri giovani giudei, in Babilonia per essere educati a corte dal re Nabucodonosor dopo la conquista di Gerusalemme. Divenuti governatori di province ma, poiché si rifiutarono di venerare una grande statua d’oro, fatta innalzare dal re, furono per suo ordine legati e gettati nella fornace ardente. Ma l’intervento dell’angelo del Signore che, disceso nella fornace, tenne lontana la fiamma, li preservò e rimasero illesi. L’intitolazione ai Tre Fanciulli evidenzia il legame con il fuoco. Le funzioni sacre evidentemente avevano lo scopo di proteggere dalle fiamme distruttive i vicini boschi silani e coloro che vi lavoravano, cioè i pastori, i boscaioli, i carbonai e soprattutto gli addetti ai forni della pece (piciarii).
Ad oggi del complesso monastico, resta solo la chiesa, mentre i restanti edifici attigui al luogo di culto sono diroccati e andati perduti.

## I monaci basiliani
La storia del monastero è legata principalmente all'esodo dei monaci basiliani che dall'oriente sono arrivati in Italia, e in Calabria in particolare. In Calabria, infatti, questi monaci realizzarono un numero considerevole di fondazioni, sia come monasteri che come cenacoli (abitazioni per monaci), molti dei quali possono essere ancora ammirati. Il dominio dei Bizantini in Calabria, favorì lo sviluppo dell'ordine basiliano, ma quando Roberto il Guiscardo mise fine a questo dominio, cessò anche lo sviluppo dei Basiliani.

## Storia

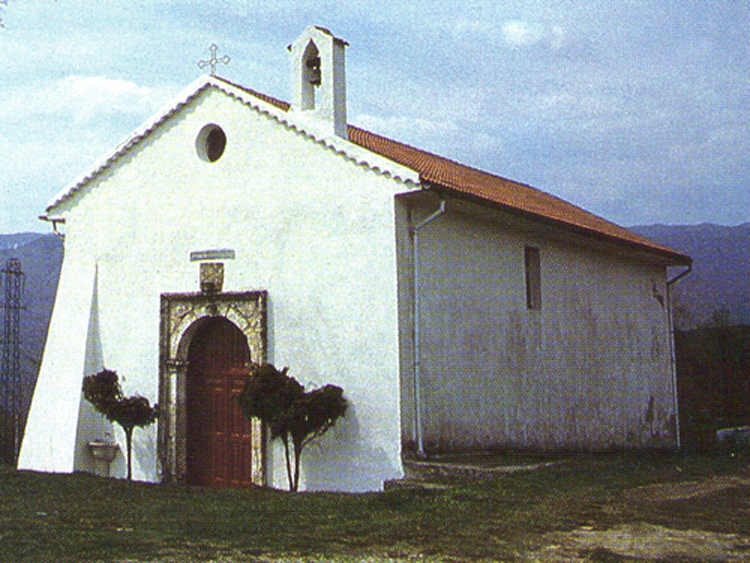

Non si sa l'esatta data della fondazione del monastero, di certo si sa che esisteva prima del 1200. Questa data, però, probabilmente si fa riferire, a quello che è l'attuale edificio, che con molta probabilità, fu costruito su un edificio di culto, probabilmente un'abbazia risalente a prima dell'anno 1000. La località "A-Patia", apparteneva in quel tempo alla diocesi di Cerenzia, i cui arcivescovi vedevano di buon grado l'arrivo di monaci fuori le mura, poiché intendevano sviluppare le terre vicine e dare aiuto ai contadini del luogo. Ai monaci Basiliani appena arrivati, vennero concesse le realizzazioni di tre monasteri. Il primo di questi, è appunto quello intitolato a Santa Maria dei tre Fanciulli, realizzato su una collina dalla quale si può ammirare la valle crotonese sottostante, attraversata dal fiume Neto.

## Vita dei monaci Basiliani
I monaci Basiliani dei Tre Fanciulli si dedicarono inizialmente solo all'agricoltura, mentre solo successivamente cominciarono ad ampliare i loro orizzonti economici. Cominciarono ad allevare del bestiame che ben presto diventerà numerosissimo, aiutati dalla gente del luogo e da donazioni terriere che provenivano da fuori. Anche l'arcivescovo di Cerenzia contribuì alla donazione di terre, che favorivano lo sviluppo economico del monastero.

## La rivalità con l'Abbazia Florense
Quando Enrico VI concesse a Gioacchino da Fiore e ai monaci florensi vaste terre della Sila e della pre-Sila, molte di queste terre anche se lontane decine di chilometri, erano da anni sfruttate dai monaci basiliani, che le utilizzavano per il pascolo. La concessione di Enrico VI delimitava nuovi confini, relegando i monaci dei Tre Fanciulli in un territorio piuttosto limitato per quanto riguarda il loro numeroso allevamento. Convinti di essere stati depauperati, poiché possedevano da secoli quelle terre, fecero un ricorso scritto all'imperatrice Costanza, che però pretese di ottenere documenti scritti che attestassero ciò che i monaci stavano avanzando. Le ragioni avanzate dai monaci non furono ritenute idonee, e quando Enrico VI morì, l'imperatrice confermò la donazione che il marito aveva fatto ai monaci florensi. Per mitigare la situazione difficile che si stava creando, Gioacchino decise di riconoscere parte dei terreni ai confratelli basiliani. Quando però anche l'imperatrice Costanza cessò di vivere, i basiliani non persero tempo nel rivendicare con maggiore forza, i loro territori, inizialmente invadendo e danneggiando i campi dei florensi, ma poi agendo in maniera sempre più determinata, saccheggiando i fienili, il chiostro e le officine, ed infine commettendo vere e proprie violenze contro i confratelli florensi. Dopo continui e ricercati compromessi, tra cui la concessione da parte dei florensi di utilizzare molti territori in cambio di beni materiali, con lo sviluppo dell'ordine florense e il decadimento di quello basiliano, il monastero dei Tre Fanciulli, nel 1218 attraverso una bolla papale di Onorio III, venne aggregato definitivamente al monastero florense di San Giovanni in Fiore.

## Arte e architettura

### La chiesa prima del grande restauro

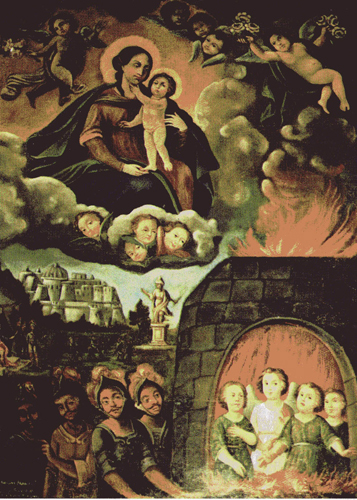
Il miracolo della Vergine

Fino al secolo scorso, come molte chiese ed edifici importanti del circondario, questa chiesa viveva in uno stato di profondo degrado. Nel 1965 il parroco che fu designato a prenderla in gestione, grazie a forte pressioni costrinse il Genio Civile di Cosenza ad effettuarvi degli importanti lavori di restauro, per far ritornare l'edificio al culto. Tali lavori, però, eliminarono completamente importanti elementi originari, a scapito della ricerca di una maggiore funzionalità dell'edificio. L'antico edificio possedeva un grande chiostro con un ingresso ad arco a tutto sesto, oggi completamente scomparsi. Non si rilevano tracce neanche delle possenti mura che circondavano l'edificio, descritte da Giacinto Ippolito nel viaggio che intraprese nella località dell'A Patia nel 1925. Due vasti fabbricati sorgevano vicino alla chiesa, tuttora andati perduti.

### La chiesa oggi

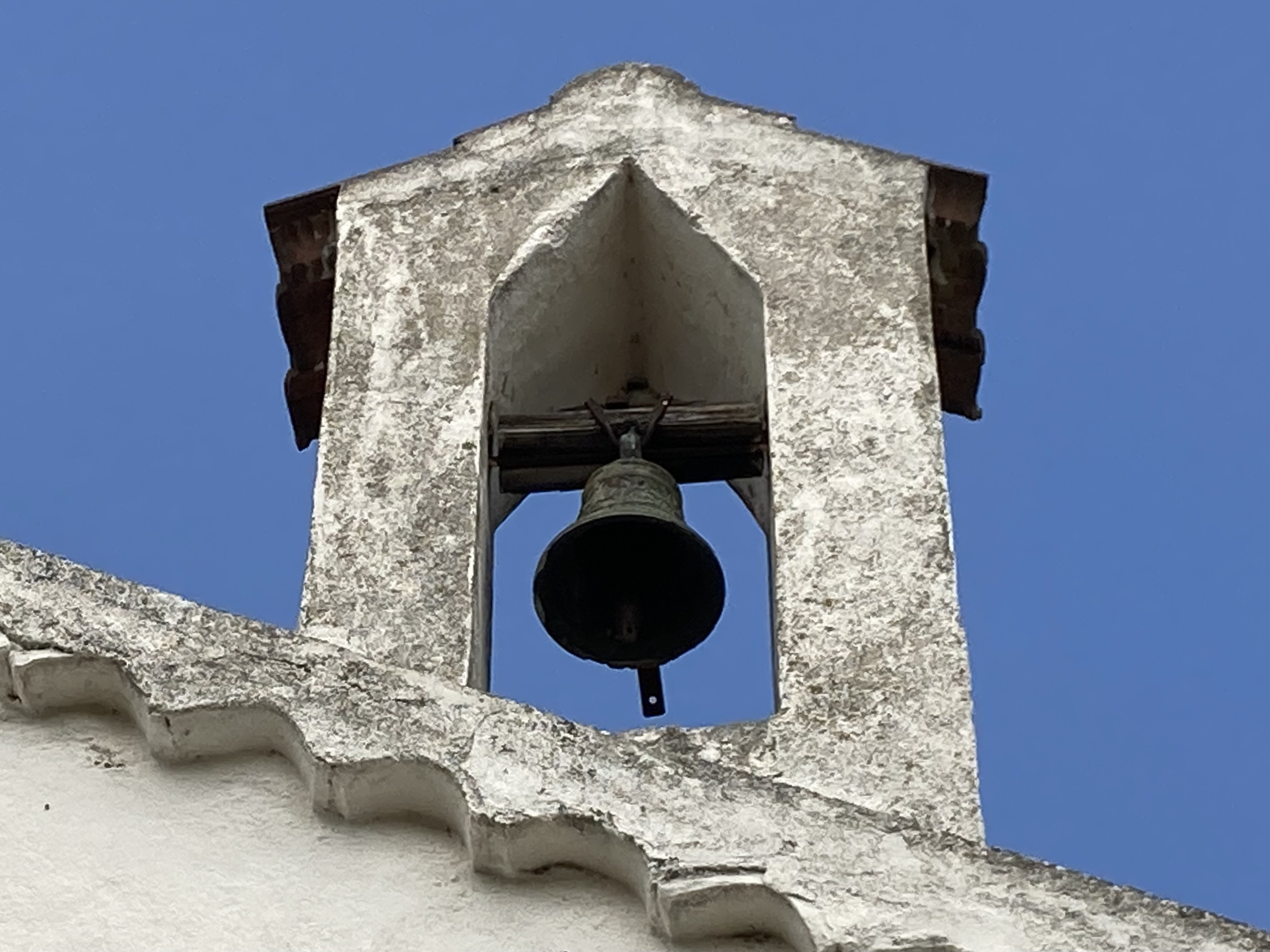
Il campanile

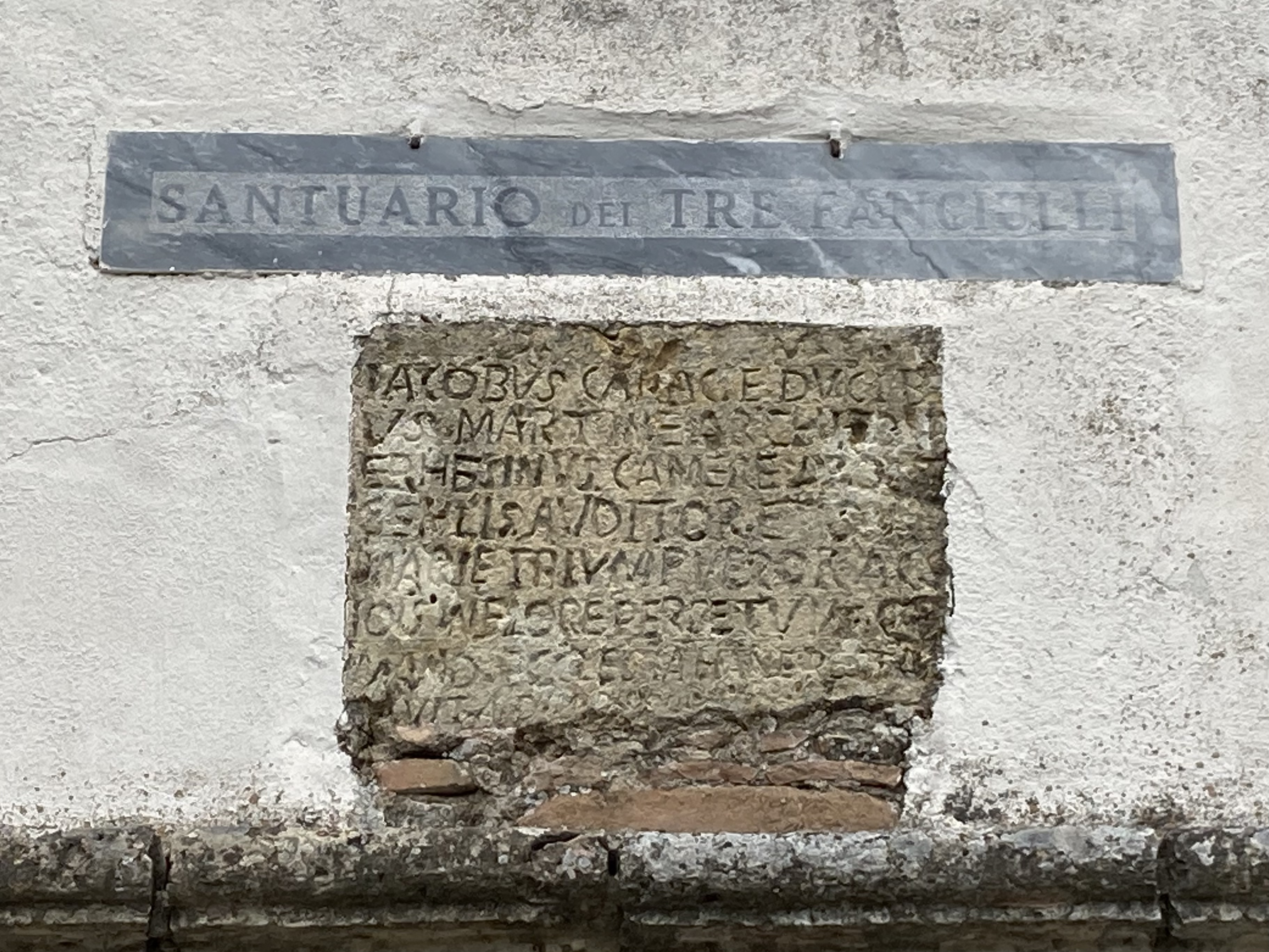
Iscrizione sul portale

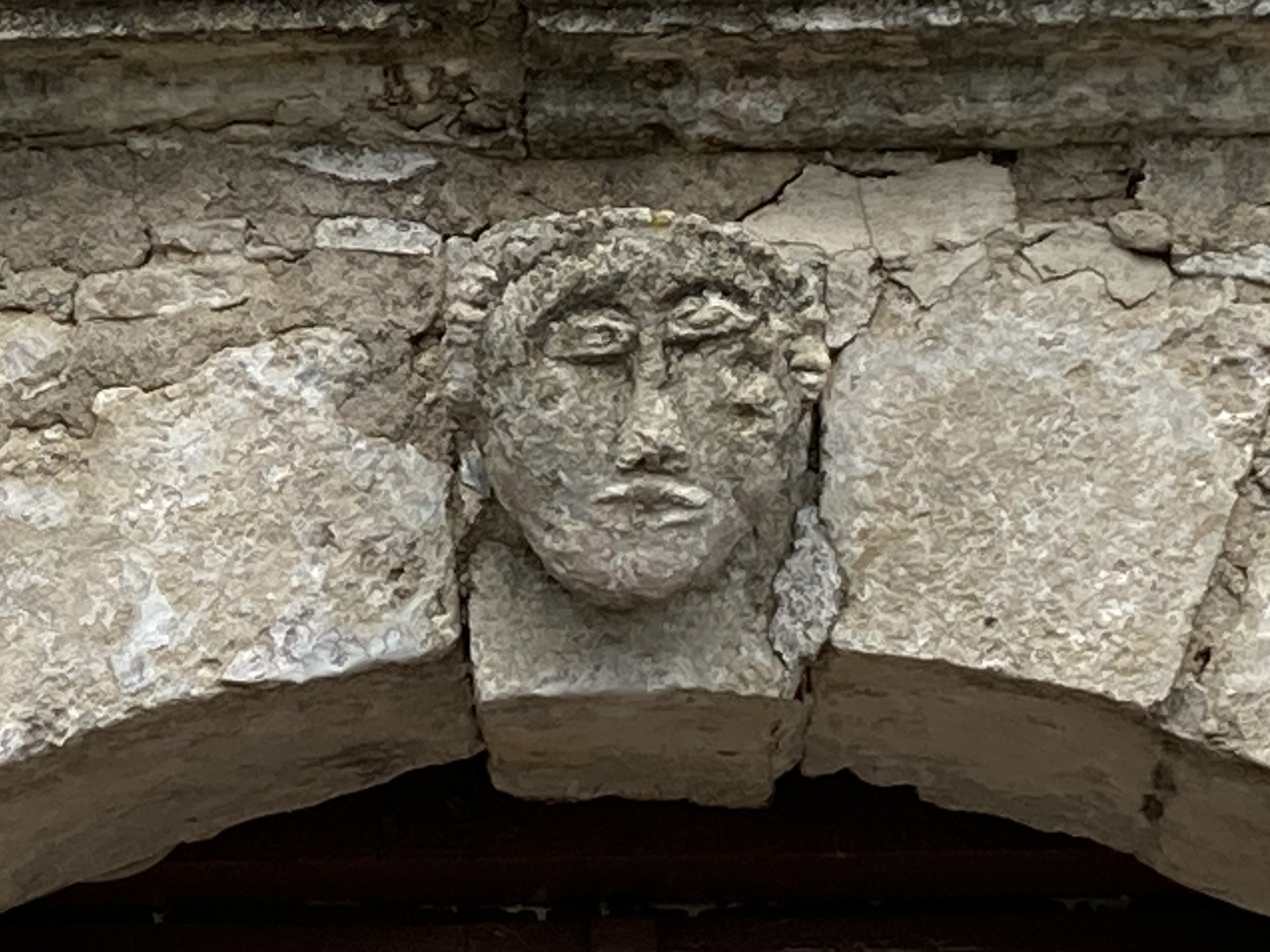
Testa di Giacomo Caracciolo sul portale

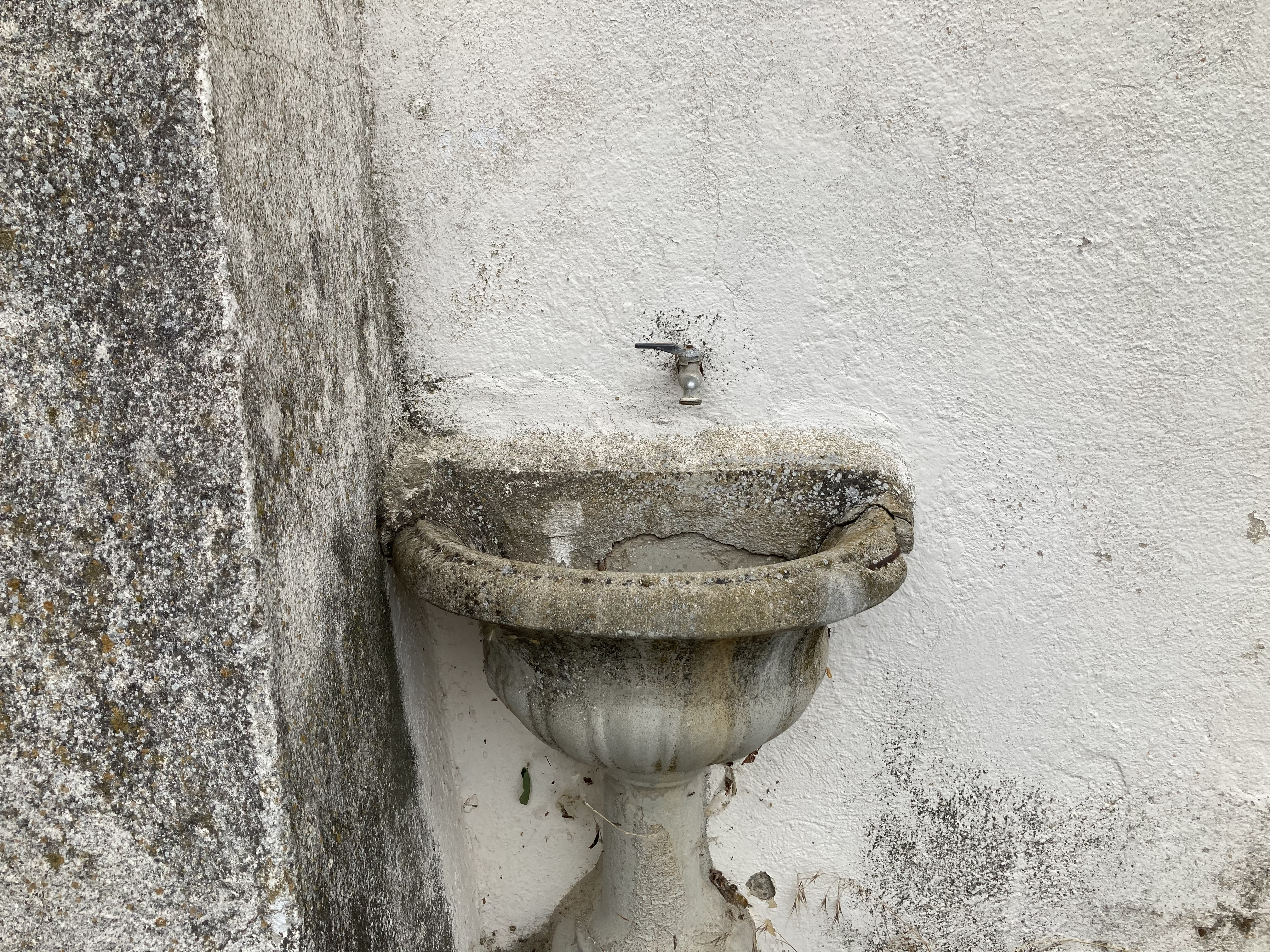
Fontanella

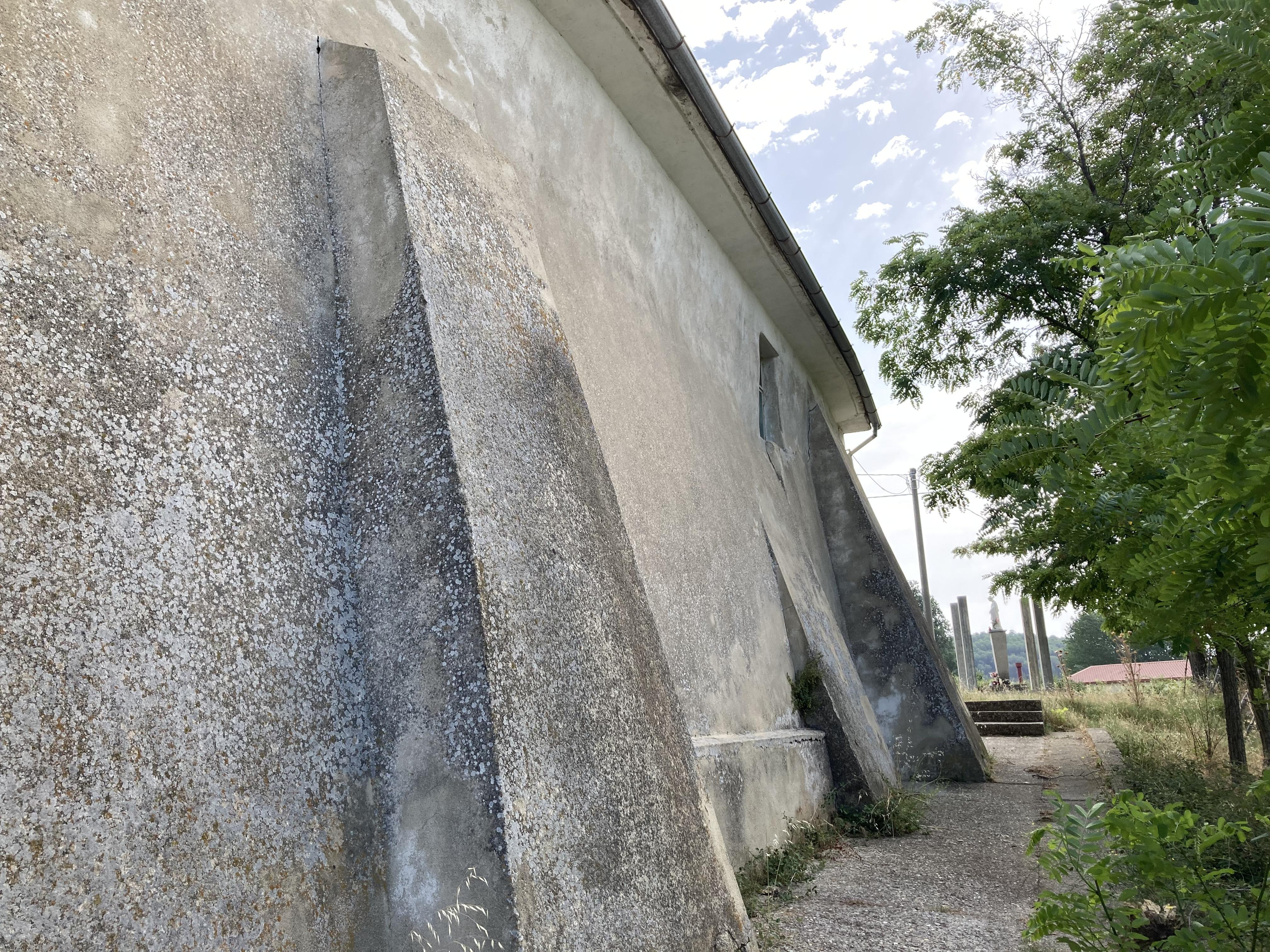
Fianco

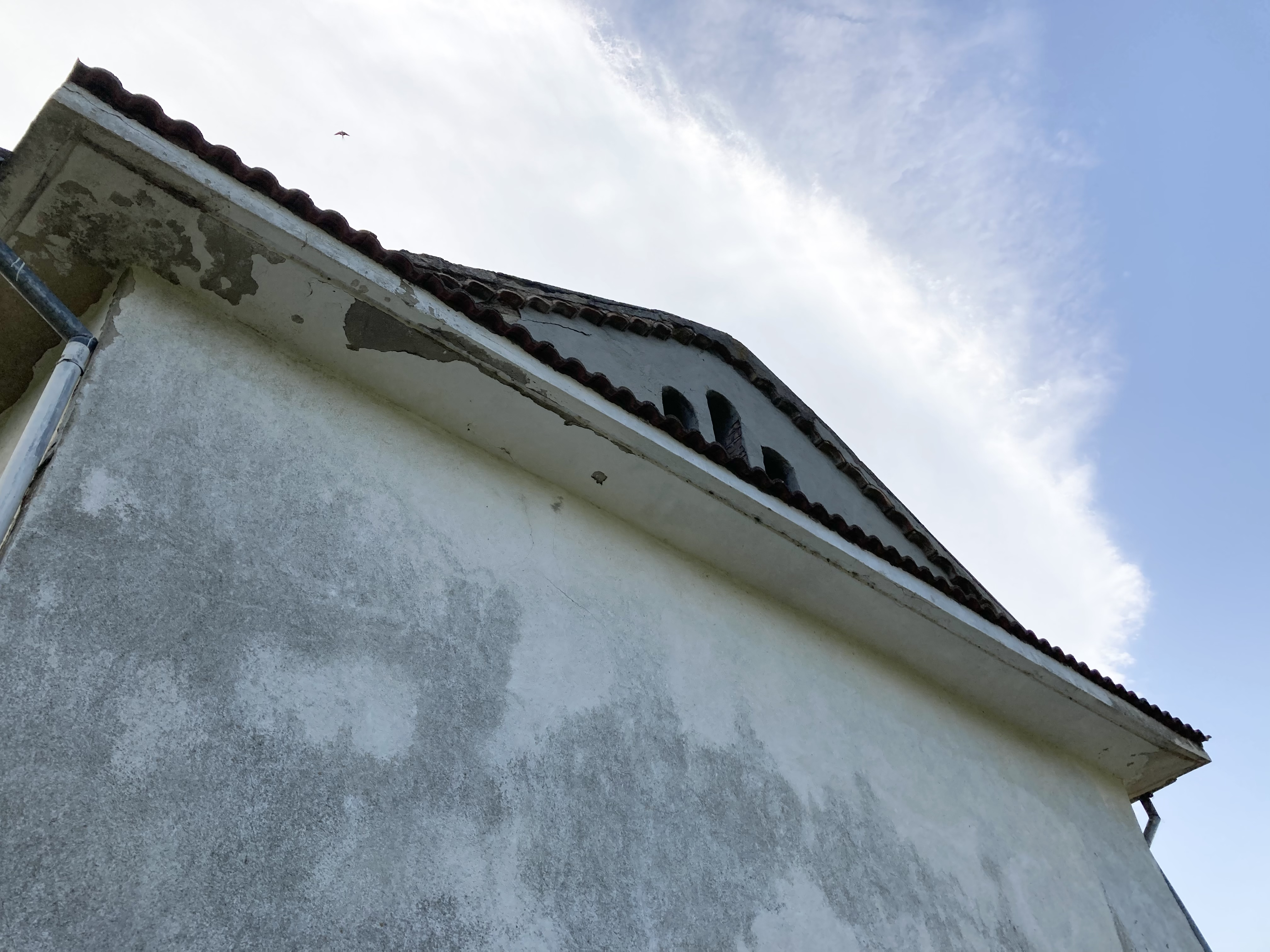
Il retro

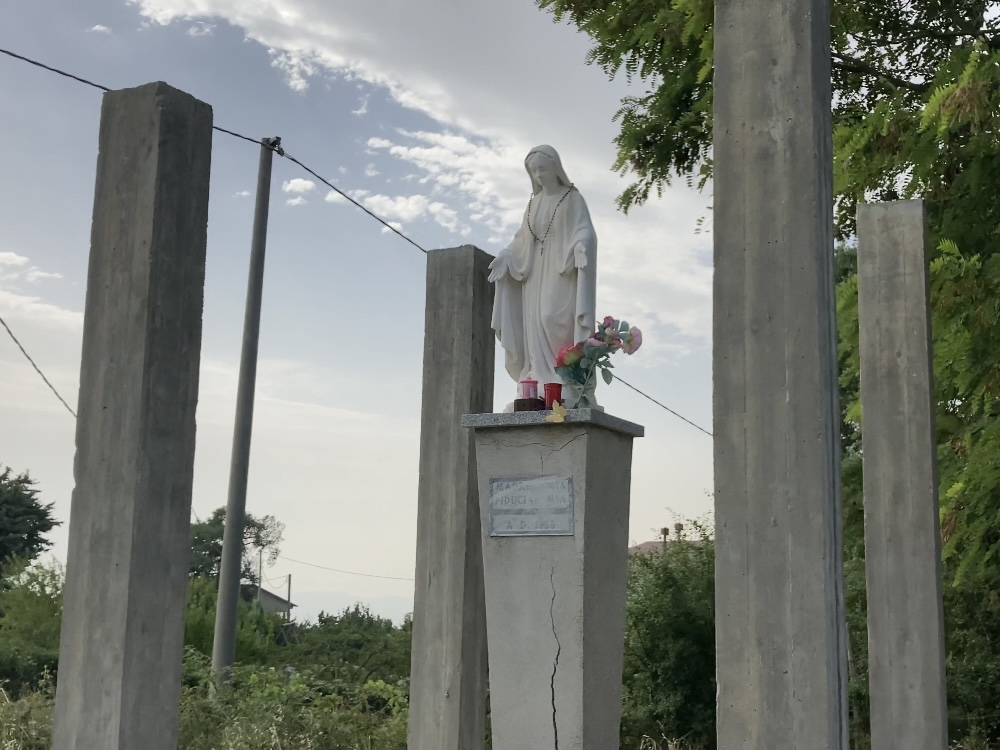
Statua della Madonna situata all’esterno

La chiesa presenta ancora oggi, molti elementi dello stile basiliano, come la modesta e semplice struttura e i conseguenti materiali utilizzati. Sono evidenti, però, anche elementi e influenze architettoniche romaniche. L'attuale chiesa sorge dove un tempo vi era l'antica abbazia dei “Trium Puerorum”.
I lavori di restauro consistettero:
- nel completo rifacimento della copertura a capriate;
- della intonacatura di tutte le pareti;
- della stabilizzazione delle pareti esterni;
- del recupero e restauro dell'altare;
- del recupero della tela raffigurante il Miracolo della Vergine;
- dell'allargamento delle due monofore laterali;
- del rifacimento della pavimentazione;
- dell'apertura di un piccolo rosone sopra il portale di ingresso;
- dell'abbattimento dell'arco e della semicupola che si trovavano sopra l'altare;[7]
- realizzazione di tre alte monofore sul muro dell'altare;
- copertura di due botole che conducevano alle cripte poste sotto il monastero;

La chiesa venne inoltre ammobiliata e adornata di un'acquasantiera, fu dotata di un piccolo e semplice campanile e riparata da un cornicione perimetrale. Dopo il 1965 e con ulteriori restauri del 1977, la chiesa venne completamente recuperata. L'unico elemento che non fu oggetto di restauro fu il muro perimetrale sinistro, notevolmente più grosso di quello destro, che sostenuto da contrafforti in muratura, rimane l'unico elemento originario dell'antico tempio basiliano.

## Gli antichi tesori
Secondo gli studiosi, la chiesa possedeva molti beni, reliquari sacri e moltissime tele, che con molta probabilità, andarono ad arricchire le chiese del circondario. L'edificio attuale è ad unica navata, ben conservato, con il tetto a capriata romanica. All'interno della chiesa si può ammirare una grande tela del 1600, raffigurante il miracolo della vergine.

## Come raggiungerla
La chiesetta dista circa 15 km dal centro abitato di San Giovanni in Fiore. Per raggiungere la chiesa basta percorrere la ex 107 che dal centro silano, e più precisamente dal quartiere periferico di “Palla Palla”, porta ai centri della pre-Sila crotonese. La chiesa dista pochi chilometri dal paese di Caccuri.

## Curiosità
La chiesa nel corso della sua storia è stata rinominata in maniera diversa quali:
- Santa Maria Nova
- Santa Maria la Nova
- Santa Maria della Paganella

ma sempre mantenendo la denominazione originale di Santa Maria Trium Puerorum.
Molti studiosi addebitano l'incendio che distrusse la prima fondazione florense di Iure Vetere ad un attacco ostile da parte dei monaci Basiliani nei confronti dei Florensi.